# 小林克也のリクエストトップ3
小林克也のリクエストトップ3（こばやしかつやのリクエストトップスリー）はニッポン放送制作で、1999年7月から2013年3月まで一部のNRN系列に裏送り・放送されていたリクエスト番組。
後継番組は「Music Machine 1 2 3」。
パーソナリティは小林克也。

## 概要
東海ラジオのみ森精機製作所がスポンサーになっている（東海ラジオで番組開始されたのは、森精機の本社が名古屋市中村区名駅に本社を移転してから。なお開始当初から、森精機のスポンサー付き）。またGood Music Saturday!（ニッポン放送）でもスポンサーとなっている（お願い!DJ!小林克也青春ベストヒットリクエスト内「森精機リクエストワールド」などから続いている）。
現在は東海ラジオのみで放送されているが、番組内では関東地方のリスナーからのお便りも紹介される。

## ネット局
- 東海ラジオ　日曜　10:00～10:20

### 過去
- 青森放送
- IBC岩手放送
- 秋田放送
- 茨城放送
- 北日本放送
- 北陸放送
- 山梨放送
- 山口放送
- 大分放送